# 梁平文峰塔
梁平文峰塔位於四川省梁平縣城西鄉，現屬重慶市。文物遺址年代判定為明。1991年4月16日公佈為四川省第三批省級重點文物保護單位。2000年9月7日列為第一批重慶市文物保護單位。